# Amur-Adonisröschen

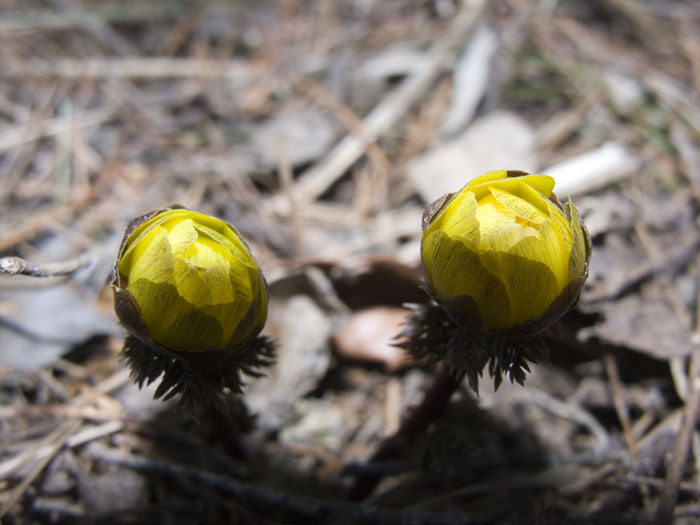
Blütenknospen von Adonis amurensis

Das Amur-Adonisröschen (Adonis amurensis Regel & Radde) ist eine Pflanzenart der Gattung Adonisröschen (Adonis) und gehört zur Familie der Hahnenfußgewächse (Ranunculaceae). Wegen der oft schon im Februar einsetzenden Blüte ist Adonis amurensis wie der Winterling (Eranthis hyemalis) ein Frühjahrsblüher.

## Beschreibung
Das Amur-Adonisröschen wächst als kompakte, ausdauernde krautige Pflanze, die in der Blüten Wuchshöhen von 5 bis 15 cm erreicht und fruchtend bis auf 30 cm auswächst. Es wird ein kurzes und dickes Rhizom als Überdauerungsorgan ausgebildet. Die unbehaarten Stängel sind nur selten verzweigt und besitzen an ihrer Basis häutige Schuppen. Während der Blütezeit sind die unbehaarten Laubblätter noch nicht völlig ausgebreitet. Die Blattstiele sind bis zu 6,5 cm lang. Die dreieckige, fein zwei- bis dreifach fiederig geteilte Blattspreite ist etwa 7,5 × 9 cm groß. Die Fiederabschnitte sind lang gestielt, die Fiedern letzter Ordnung sind schmal eiförmig oder lanzettlich und spitz.
Die zwittrigen Blüten weisen einen Durchmesser von 2,8 bis 3,5 cm auf. Die etwa neun Kelchblätter sind 1,4 bis 1,8 cm lang, länglich bis eiförmig-länglich, hell gräulich-purpurfarben und höchstens spärlich flaumig behaart. Die etwa zehn Kronblätter sind verkehrt-eiförmig-länglich bis schmal lanzettlich, unbehaart, 1,4 bis 2 × 0,5 bis 0,7 cm groß und gelb. Die zahlreichen, unbehaarten Staubblätter sind 3 mm lang. Die etwa 0,8 mm langen, gebogenen Griffel enden in einer kugeligen Narbe. Die spiralig in einer Sammelfrucht angeordneten Nüsschen sind verkehrt-eiförmig, etwa 3,8 mm lang und flaumig behaart.
Die Blütezeit reicht von März bis April, kann aber auch schon früher im Februar einsetzen. Die Pflanze zieht nach der Blüte im Mai bis Juni ein.
Die Chromosomenzahl beträgt 16, 24, 32 oder 40.

## Vorkommen
Adonis amurensis wurde nach dem Amurgebiet benannt, ist aber auch in anderen Teilen Ostasiens verbreitet. Das Gesamtverbreitungsgebiet reicht von Ostsibirien über die Mandschurei (die chinesischen Provinzen östliches Heilongjiang, Jilin und Liaoning) und Korea bis Japan. In China gedeiht Adonis amurensis in Wäldern und auf grasigen Hängen.

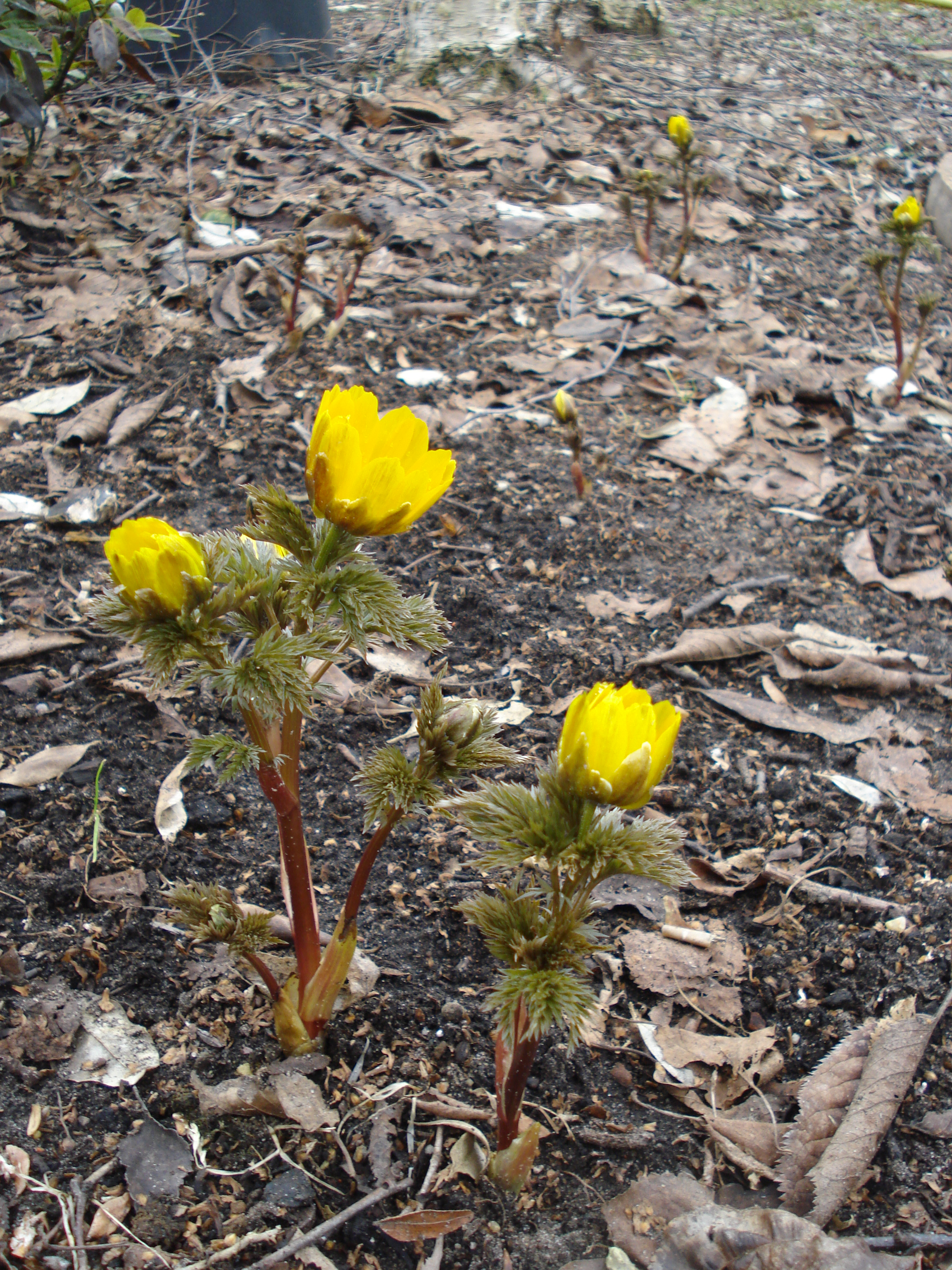
Adonis amurensis, verschiedene Entwicklungsstadien

## Inhaltsstoffe
Wie die meisten Arten der Adonisröschen enthält auch das Amur-Adonisröschen Giftstoffe. Da das Herzglykosid Adonitoxin u. a. in den Wurzeln enthalten ist, wird es auch als herzanregendes Mittel verwendet.

## Systematik
Adonis amurensis wurde 1861 von Eduard August von Regel und Gustav Radde erstveröffentlicht. Synonyme für Adonis amurensis Regel & Radde sind Adonis vernalis L. var. amurensis (Regel & Radde) Finet & Gagnepain, Adonanthe amurensis (Regel & Radde) Chrtek & Slavikova und Chrysocyathus amurensis (Regel & Radde) Holub.

## Gartenkultur
Unter dem Namen Amur-Adonisröschen werden seit etwa 1895 Pflanzen kultiviert. Die Art war allerdings wohl niemals in nennenswertem Umfang in Europa in Kultur. Sie ist wegen einer engen ökologischen Amplitude in Bezug auf Licht und Bodenfeuchtigkeit schwierig zu kultivieren. Barlages Großes Buch der Gartenblumen nennt die Blumen „ungewöhnlich schöne Blickfänge im Frühlingsgarten.“ Sie seien unkompliziert, lieben aber im Frühjahr feuchten Boden und sind anfällig für Schneckenfraß. Einfacher als Aussaat sei Vermehrung durch Teilung. Pro Quadratmeter brauche man 16 Pflanzen. Als Adonis amurensis hort. verkauft werden auch sterile, vegetativ vermehrte Hybriden aus Adonis multiflora × Adonis ramosa, an denen „echte“ Adonis amurensis nicht beteiligt ist. Eine Sorte dieser Hybride ist Adonis 'Fukujukai'.